# 北播磨総合医療センター
北播磨総合医療センター（きたはりまそうごういりょうセンター）は、兵庫県小野市市場町にある総合病院。

## 概要

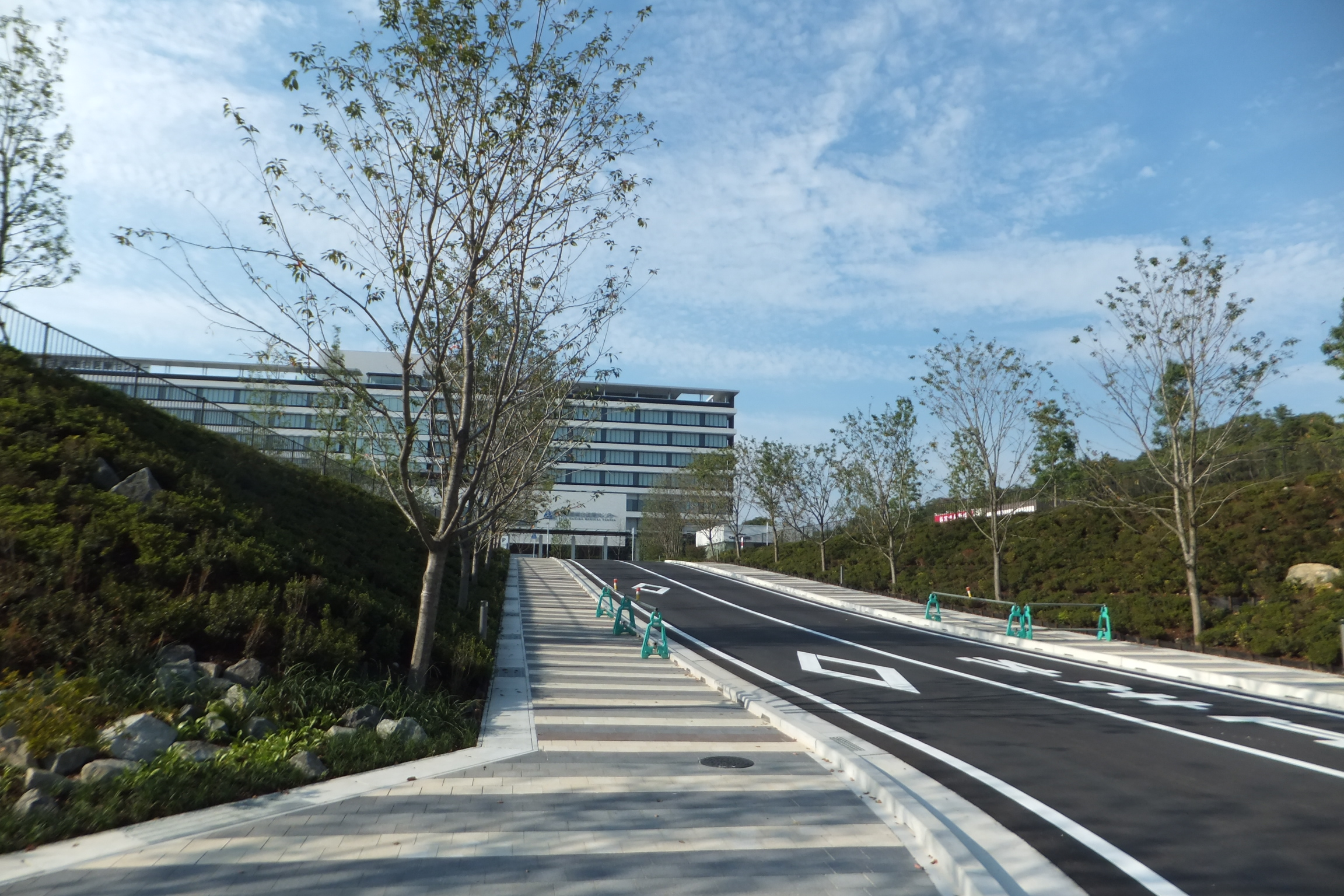
入口

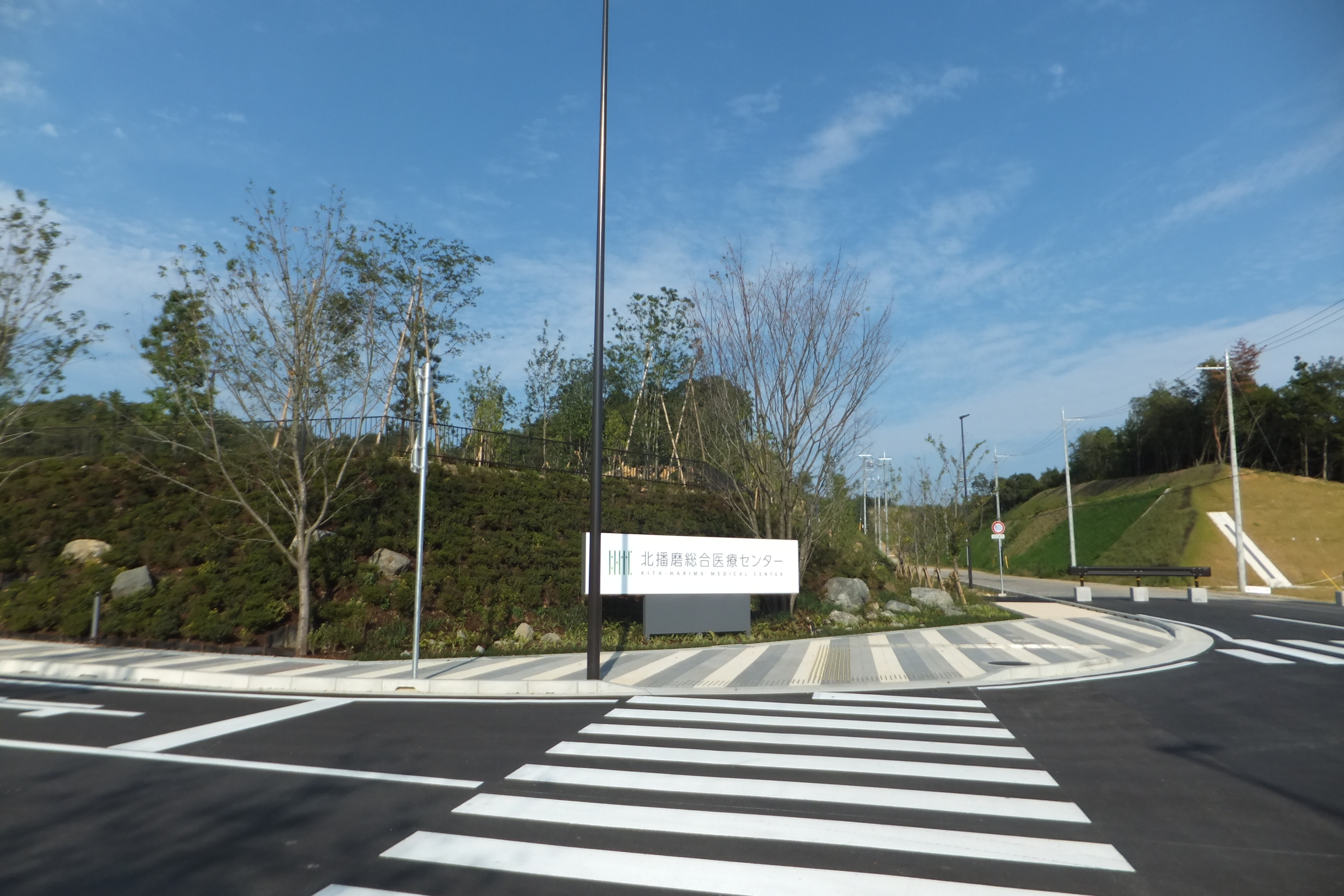
看板

- 三木市立三木市民病院と小野市立小野市民病院が統合され、2013年（平成25年）10月1日に開院した病院である。この病院が開院することによって兵庫県で6番目の規模の病院になる[1][6]。段階的に運用する病床数を増やす方式で開設が進められ、2015年（平成27年）2月1日に7階東病棟の50床を開設し、救急病棟の10床を除く全病床が稼働することになった[2]。

### 病院の立地
- 病院が立地している場所は兵庫県が指定している「長寿の郷構想」である小野市市場町の国道175号小野バイパスの山林を買収して造成された。その土地の所有者は、小野市が一部持っていたが兵庫県に買収されて建設された。[7]

### 病院の設置に対する影響
- 関西国際大学では三木市と北播磨総合医療センター企業団からの看護専門職者養成機関の開設に関する要請を受けて2013年4月1日に保健医療学部看護学科を新設した。[6]
- 三木市、小野市は播磨看護専門学校を運営する播磨内陸医務事業組合から脱退を決めた。
- 三木市民病院と小野市民病院は9月末で閉院となり、小野市民病院跡地は医療法人に売却され、民間病院となる予定で、三木市民病院は解体後跡地に特別養護老人ホームが建設される予定である。
- センター敷地内に設置される2か所の調剤薬局（いわゆる「門前薬局」）用の敷地を売却する入札で、一方は阪神調剤薬局が約10億円で、もう一方は日本調剤が約4.2億円で落札した。センター全体の用地関連費用が約12億円であったため、この入札代金のみで土地の取得・造成費用が賄えたことになる[8]。

## 沿革
- 2007年 - 神戸大学より統合病院設置の提案。
- 2008年11月5日、三木市長、小野市長が共同会見で建設を発表。
- 2009年5月24日 - 三木市・小野市統合病院建設協議会設置。
- 2010年1月21日 - 北播磨総合医療センター企業団設立。
- 2012年1月20日 - 起工式。建設を開始した。[9]
- 2013年（平成25年）10月1日 - 三木市立三木市民病院と小野市立小野市民病院を統合して、開院する。[1]
- 2015年（平成27年）2月1日 - 7階東病棟の50床を開設し、救急病棟の10床を除く全病床が稼働[2]。
- 2020年（令和2年）4月25日 - 世界的な新型コロナウイルス感染症の流行の中、病院内で感染したと思われる横野浩一病院長が、新型コロナウイルス感染症を発症し死亡[10][11][12][13]。

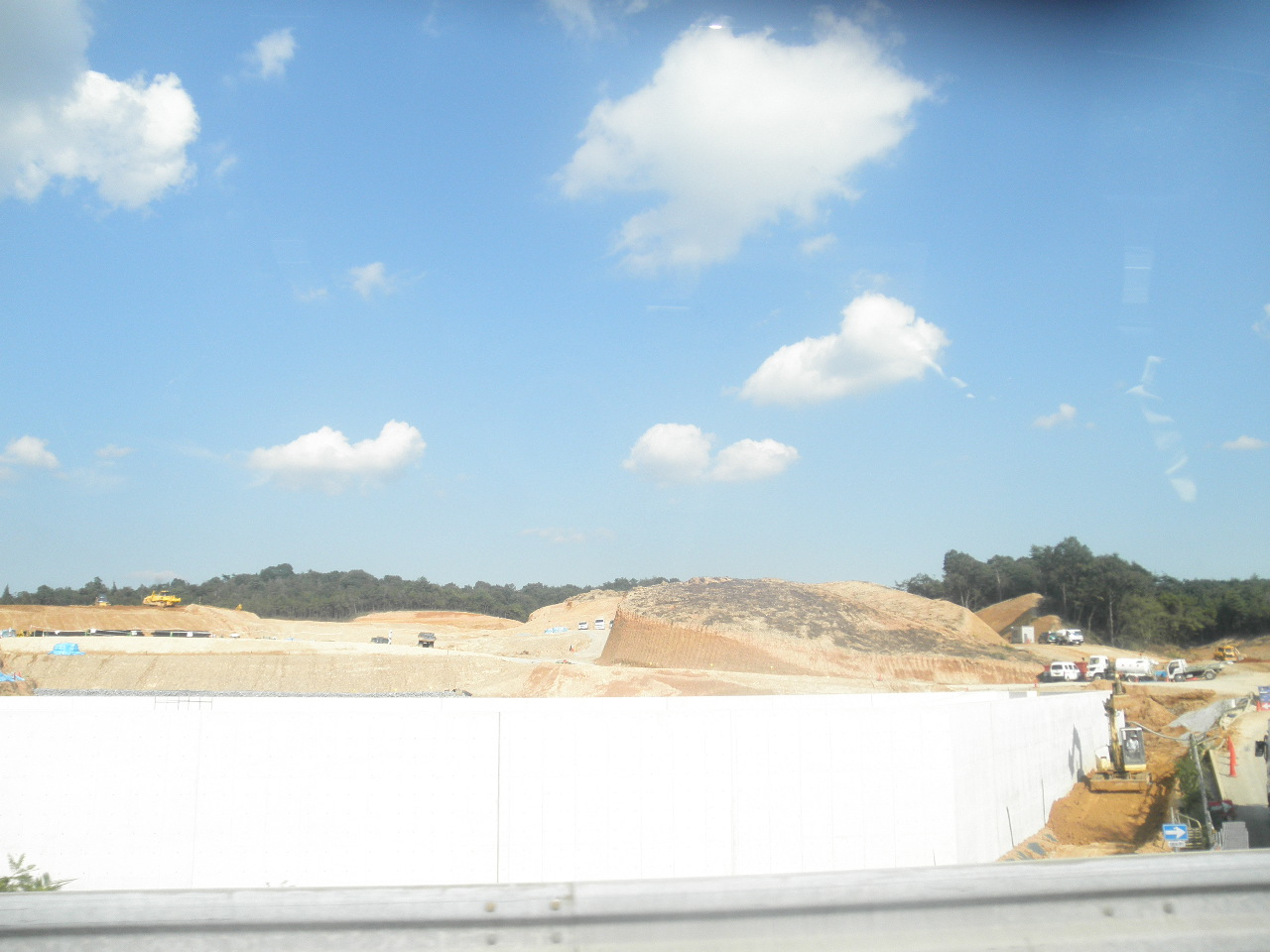
建設中の病院 2011年9月8日撮影
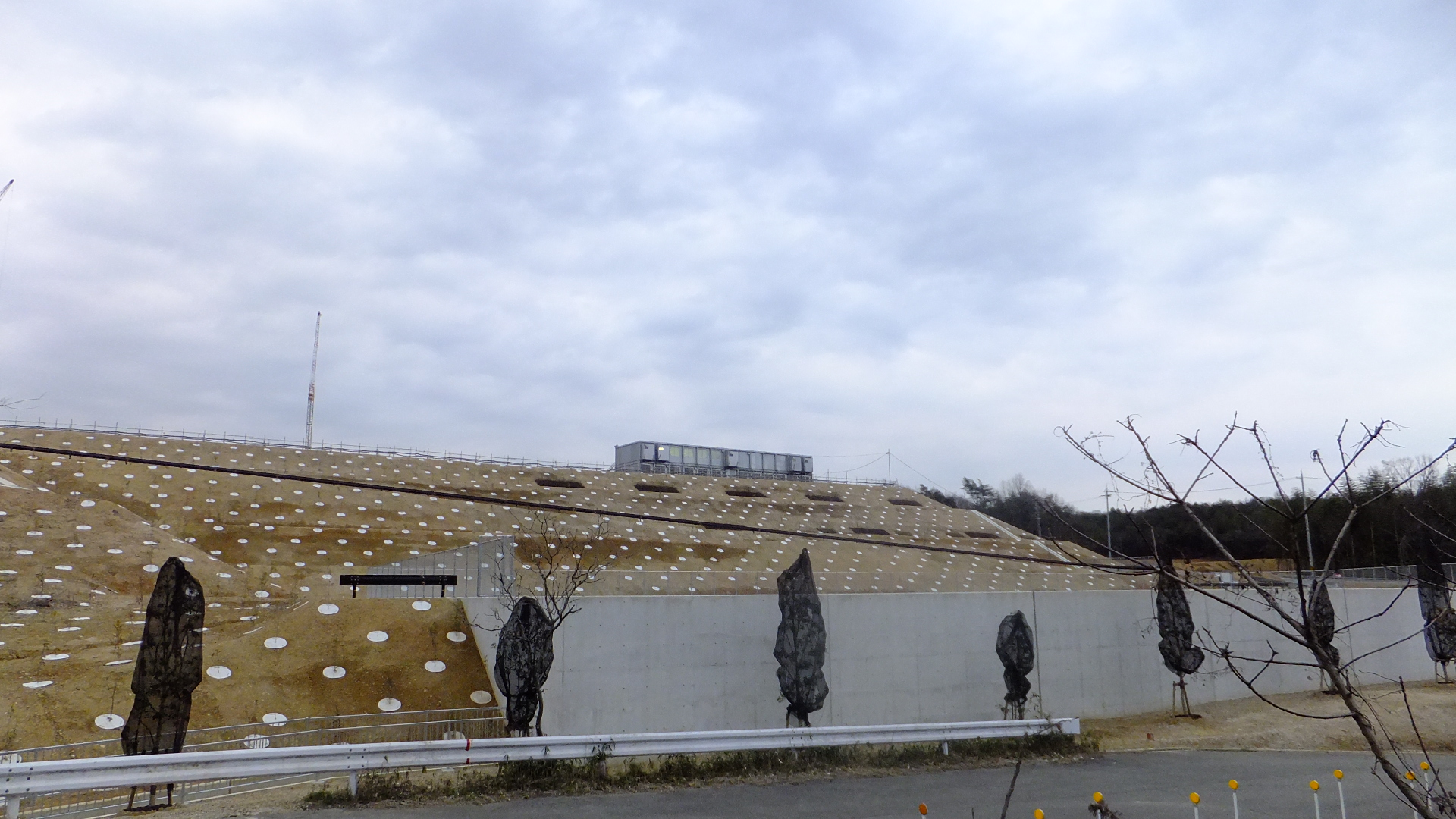
建設中の病院 2012年3月16日撮影
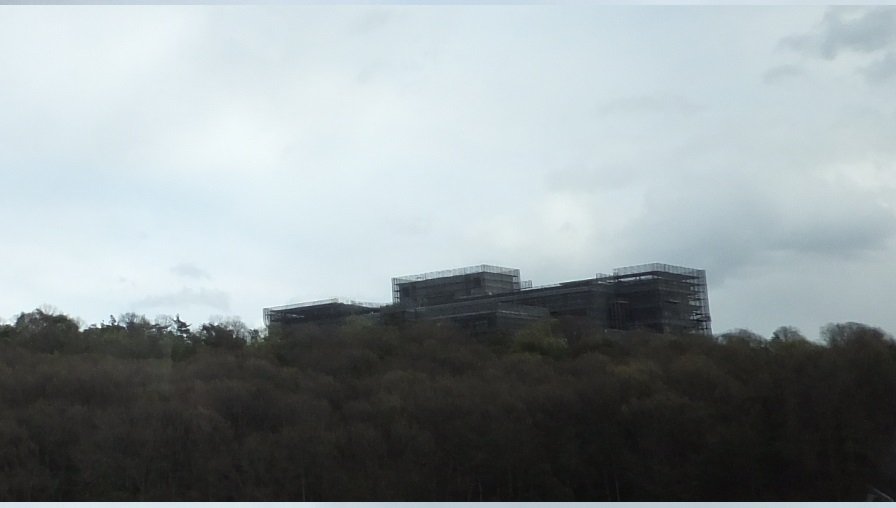
建設中の病院 2013年4月7日撮影
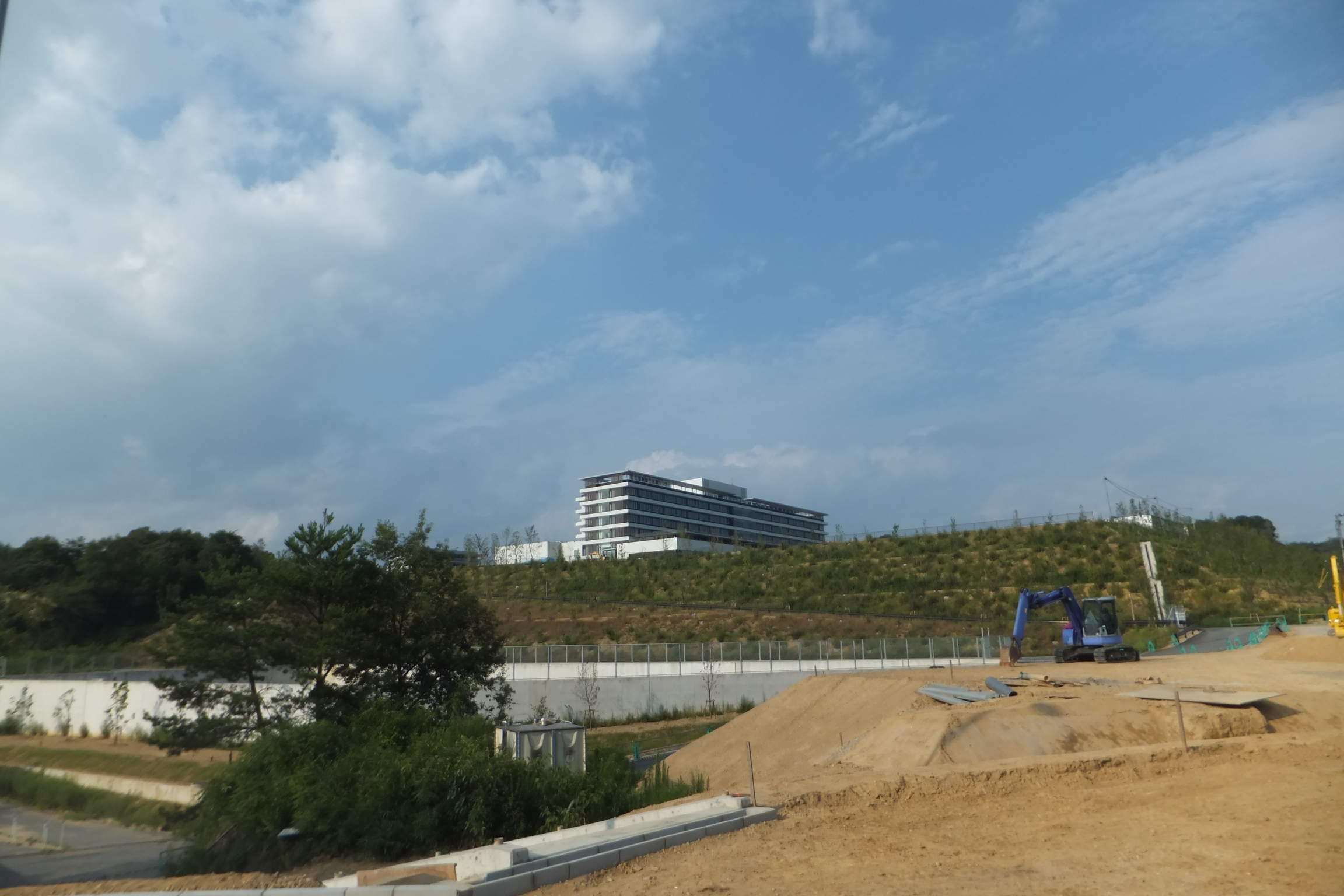
建設中の病院 2013年8月3日撮影

## 施設の概要

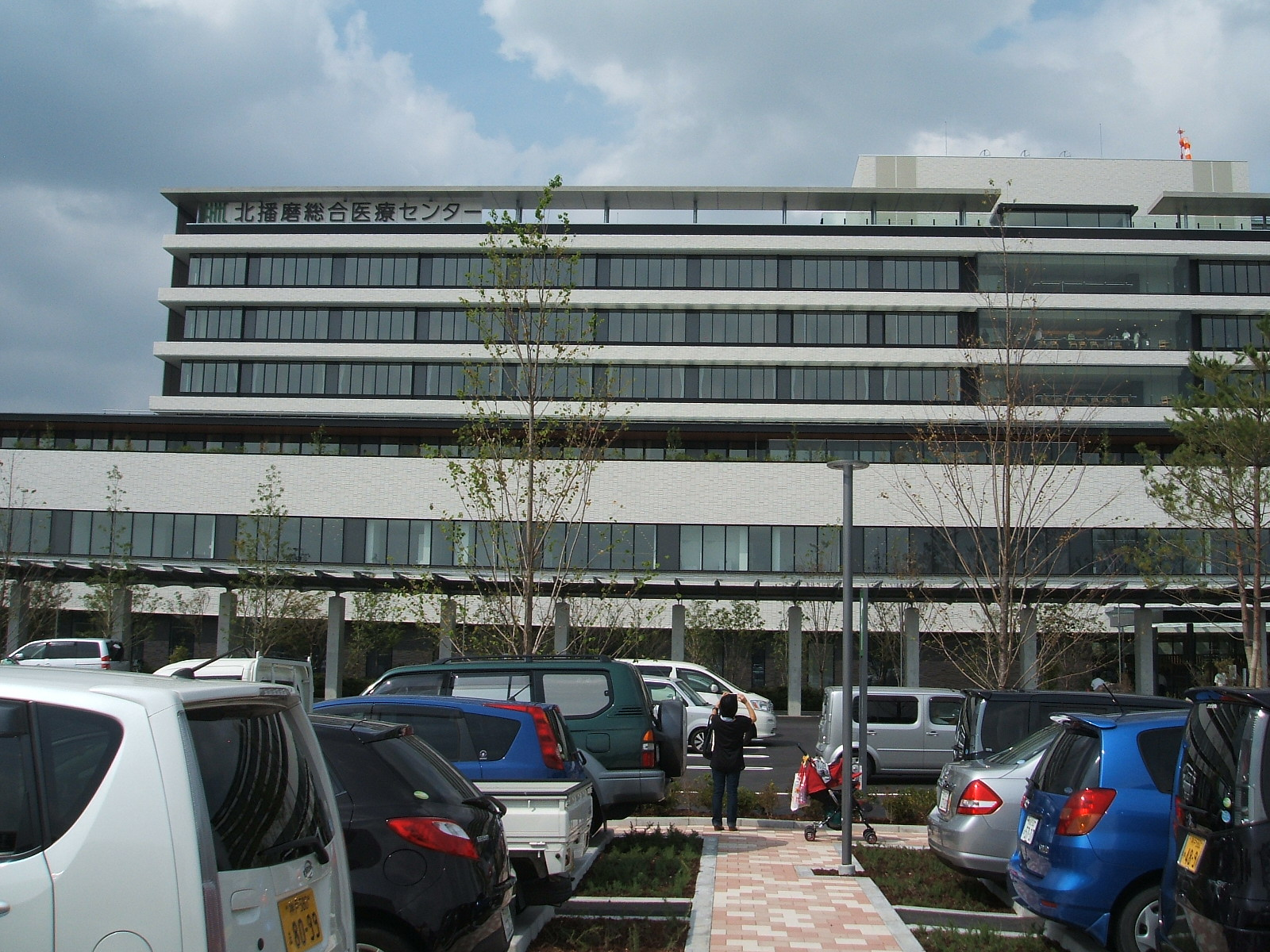
建物正面側の中央部（画像右寄り）には、各階に開放感のあるデイルームが配置されている。

- 鉄筋コンクリート造りの地上7階・塔屋2階建てである。[1]
- 屋上階には展望ホールとヘリポートがある。

| 階 | 概要                                                       | 備考 |
| -- | ---------------------------------------------------------- | ---- |
| 7  | 一般病棟                                                   |      |
| 6  | 一般病棟                                                   |      |
| 5  | 一般病棟                                                   |      |
| 4  | 女性病棟・子供病棟                                         |      |
| 3  | 緩和ケア病棟・人間ドック・手術室                           |      |
| 2  | 外来診療                                                   |      |
| 1  | 外来診療・救急病棟・放射線・レストラン・ショップ・総合受付 |      |

## 診療科目
| 診療科目名           | 診療開始日    | 備考 |
| -------------------- | ------------- | --- |
| 内科                 | 2013年10月1日 | |
| 循環器内科           | 2013年10月1日 | |
| 呼吸器内科           | 2013年10月1日 | |
| 血液・腫瘍内科       | 2013年10月1日 | |
| 消化器内科           | 2013年10月1日 | |
| 糖尿病               | 2013年10月1日 | |
| 内分泌内科           | 2013年10月1日 | |
| 神経内科             | 2013年10月1日 | |
| 緩和ケア内科         | 2013年10月1日 | |
| 放射線診断科         | 2013年10月1日 | |
| 放射線治療科         | 2013年10月1日 | |
| 小児科               | 2013年10月1日 | |
| 皮膚科               | 2013年10月1日 | |
| 精神科               | 2013年10月1日 | |
| 外科                 | 2013年10月1日 | |
| 消化器外科           | 2013年10月1日 | |
| 心臓血管外科         | 2013年10月1日 | |
| 整形外科             | 2013年10月1日 | |
| 脳神経外科           | 2013年10月1日 | |
| リハビリテーション科 | 2013年10月1日 | |
| 眼科                 | 2013年10月1日 | |
| 耳鼻咽喉科           | 2013年10月1日 | |
| 泌尿器科             | 2013年10月1日 | |
| 形成外科             | 2013年10月1日 | |
| 麻酔科               | 2013年10月1日 | |
| 病理診断科           | 2013年10月1日 | |
| 救急科               | 2013年10月1日 | |
| 歯科口腔外科         | 2013年10月1日 | |
| 産婦人科             | 2014年1月1日  | 当初は開院日に開設され、加古川東市民病院から医師2名が着任される予定であったが、分娩・手術などの関係で延期された。 |

## アクセス

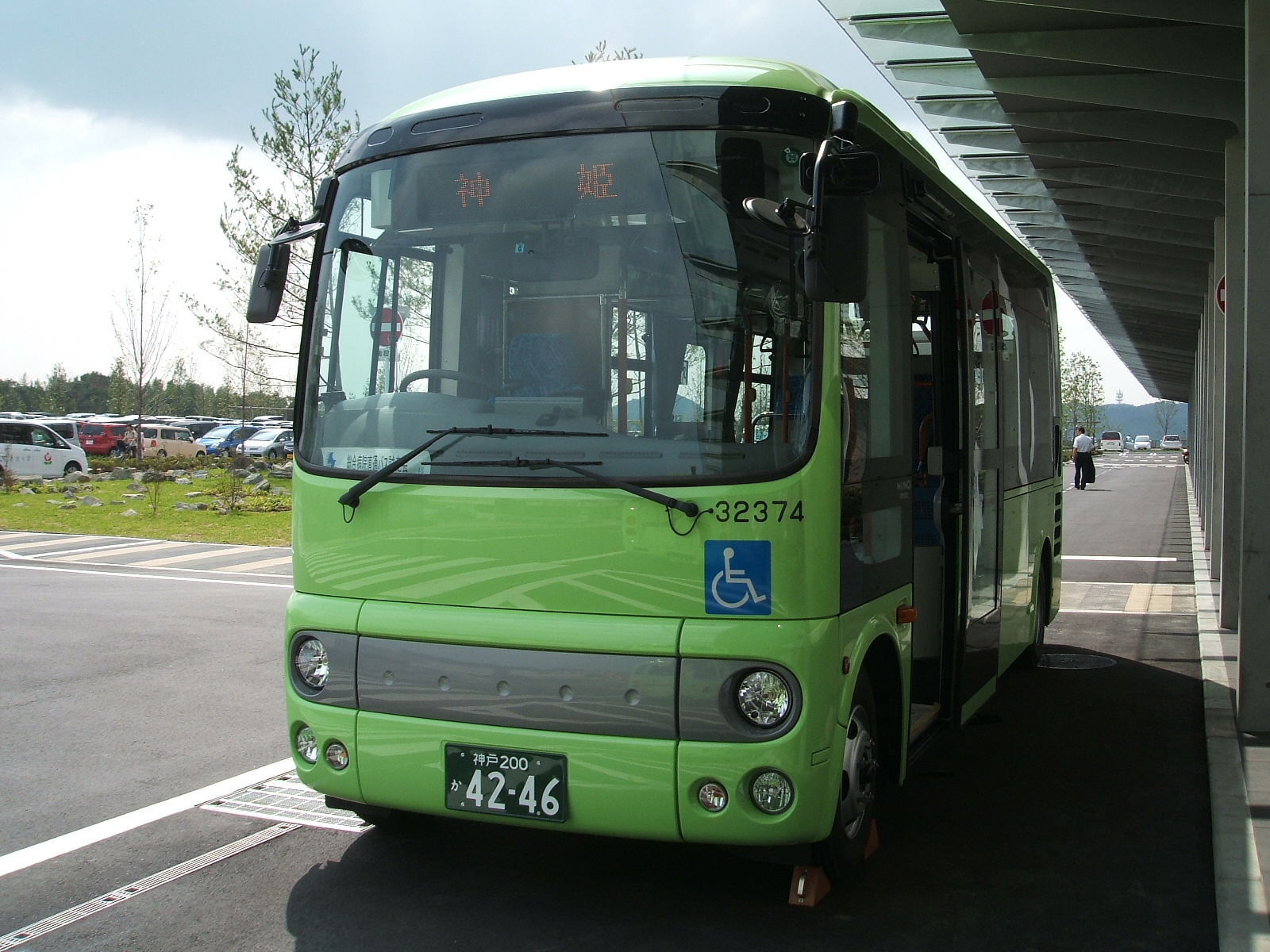
三木市が神姫バスに運行委託する病院直通バス車両。一般路線転換後も引き続き使用されている

### シャトルバス
- 当センターと神戸電鉄粟生線樫山駅、加古川線市場駅を結ぶシャトルバスが毎日運行（無料）。ルートは当センター→市場駅→樫山駅の順。

### 路線バス
- 神姫バス

三木市内、三田駅、イオンモール神戸北方面への路線がある。
- 三木市内への乗車に限り、神姫バスのICカード「NicoPa」を使用すれば上限運賃が200円となる「一律運賃制」を導入している。
- 三木市では2013年10月2日から2015年9月30日までの間、当病院まで9ルートの方向で直通バスが運行されていた。途中の乗降に制限があり、料金は大人150円、小人80円の均一料金（「NicoPa」に加え、PiTaPa、ICOCAも使用可能。）だった。

### らんらんバス
- 小野市コミュニティバス・らんらんバスが全便（スクールバスルートを除く）、当センターを経由する。

## その他
- 2020年3月10日以降、医師ら職員4人が新型コロナウイルスに感染したことが判明、外来や救急診療を停止することとなった。4人と接触した者はごく少数であったが、センターの職員や患者ら多数が「ばい菌扱い」されるなど地域から過剰な反応を示されたため、センターはホームページにて「誹謗中傷・風評被害について」と題した文章を掲載、地域住民の理解と協力を呼び掛けた[17]。
- 同センターの横野浩一病院長が、2020年3月に新型コロナウイルスへの感染が判明しその後死亡。地方公務員災害補償基金兵庫県支部は、横野を同年6月5日付で公務災害と認定した。新型コロナウイルスで医師を公務災害に認定したのは日本ではこれが初のケースとなった[18]。